# 남성철
남성철(南成哲, 1982년 5월 7일~)은 조선민주주의인민공화국의 축구 선수이다. 4.25체육단 소속이며, 포지션은 풀백이다. 2010년 FIFA 월드컵에서 포르투갈과의 조별 예선 경기에 교체 출전하였다.